# عربة غولف

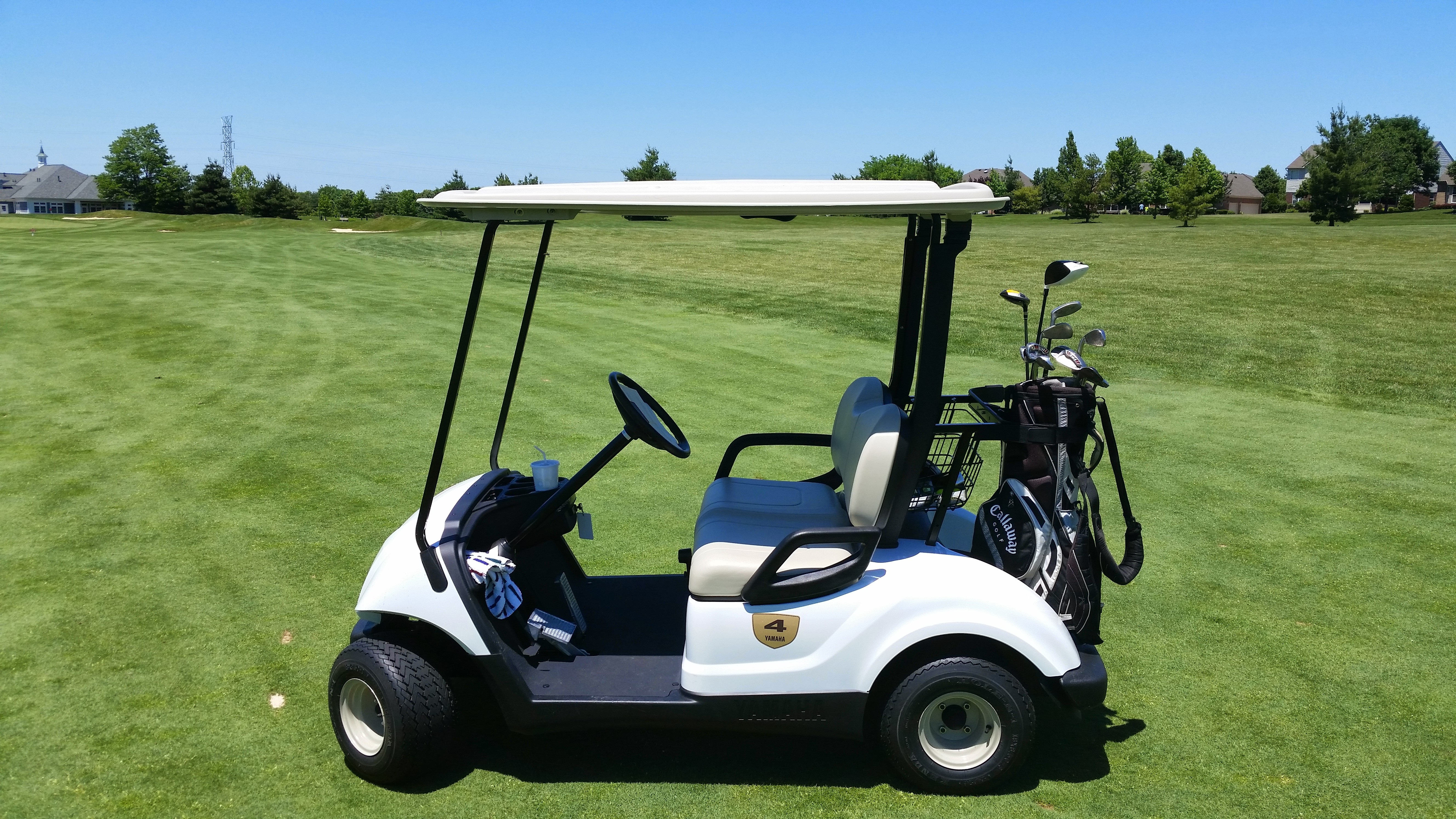
عربة جولف كهربائية

عربة الجولف (المعروفة أيضًا باسم golf buggy) هي مركبة صغيرة بمحرك مصممة في الأصل لحمل اثنين من لاعبي الجولف ومضارب الجولف الخاصة بهم حول ملعب الجولف بمجهود أقل من المشي. بمرور الوقت، تم تقديم متغيرات قادرة على حمل المزيد من الركاب، أو تتمتع بميزات إضافية، أو تم اعتمادها كمركبة قانونية منخفضة السرعة في الشوارع.
يبلغ طول عربة الجولف التقليدية، القادرة على حمل اثنين من لاعبي الجولف ونواديهم، حوالي 2.4 متر وطولها 1.2 متر وبأرتفاع 1.8 متر، ويتراوح وزنها بين 410-450 كغ وقادرة على سرعات تصل إلى حوالي 15 ميل في الساعة (24 كم/س) .

## تاريخ
يقال إن أول استخدام لعربة بمحرك في ملعب للجولف كان بواسطة جي كيه وادلي من تيكساركانا، الذي رأى عربة كهربائية ذات ثلاث عجلات تستخدم في لوس أنجلوس لنقل كبار السن إلى محل بقالة. وفي وقت لاحق، اشترى عربة ووجد أنها تعمل بشكل سيئ في ملعب للجولف.  تم تصنيع أول عربة جولف كهربائية خصيصًا في عام 1932، لكنها لم تحظ بقبول واسع النطاق.  في ثلاثينيات القرن العشرين وحتى خمسينياته، كان الاستخدام الأكثر انتشارًا لعربات الجولف هو للأشخاص ذوي الإعاقة الذين لا يستطيعون المشي بعيدًا.  بحلول منتصف الخمسينيات من القرن الماضي، اكتسبت عربة الجولف قبولًا واسعًا لدى لاعبي الجولف الأمريكيين. 

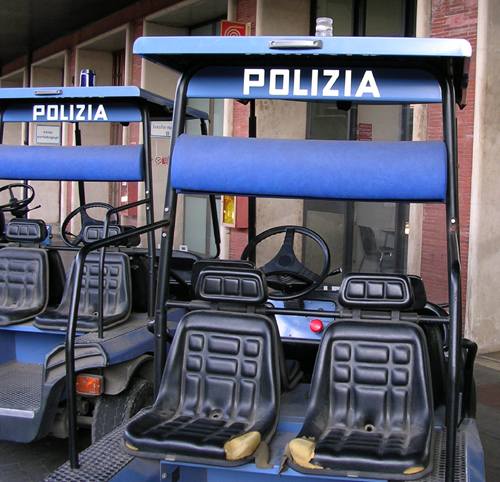
عربات الغولف التابعة لشرطة الدولة الإيطالية في محطة سكة حديد البندقية

كان ميرل ويليامز من لونج بيتش، كاليفورنيا، من أوائل المبتكرين لعربة الجولف الكهربائية. بدأ بالمعرفة المكتسبة من إنتاج السيارات الكهربائية بسبب تقنين البنزين في الحرب العالمية الثانية. في عام 1951، بدأت شركته Marketeer في إنتاج عربة جولف كهربائية في ريدلاندز، كاليفورنيا. بدأت تيكسترون في إنتاج سيارات الجولف في عام 1954، وكوشمان في عام 1955، وكلوب كار في عام 1958، وتايلور دان في عام 1961، وهارلي ديفيدسون في عام 1963، وميليكس في عام 1971، وياماها جولف كار في عام 1979، و CT&T في عام 2002.

ابتكر ماكس ووكر أول عربة جولف تعمل بالبنزين "The Walker Executive" في عام 1957. تم تصميم هذه السيارة ذات الثلاث عجلات بواجهة أمامية على طراز فيسبا ، ومثل أي عربة جولف، كانت تحمل راكبين وحقائب جولف.
في عام 1963، بدأت شركة Harley-Davidson Motor في إنتاج عربات الجولف. على مر السنين، قاموا بتصنيع وتوزيع الآلاف من المركبات الكهربائية ذات الثلاث والأربع عجلات التي تعمل بالبنزين والمركبات الكهربائية التي لا تزال مطلوبة بشدة. تتميز العربة الشهيرة ذات الثلاث عجلات، إما بعجلة قيادة أو أداة تحكم في التوجيه تعتمد على المحراث، بمحرك ثنائي الأشواط قابل للعكس يشبه المحرك المستخدم اليوم في بعض عربات الثلوج المتطورة. (يعمل المحرك في اتجاه عقارب الساعة في الوضع الأمامي.) باعت شركة Harley Davidson إنتاج عربات الجولف لشركة American Machine and Foundry، التي باعت بدورها الإنتاج لشركة Columbia Par Car. العديد من هذه الوحدات لا تزال موجودة حتى اليوم، وهي ممتلكات ثمينة للمالكين والمرممين وهواة الجمع الفخورين في جميع أنحاء العالم.

## أنواع عربات الجولف وأنواع المركبات التي تتضمن وسائل النقل المتعلقة بالجولف

### مركبة متعددة الاستخدامات

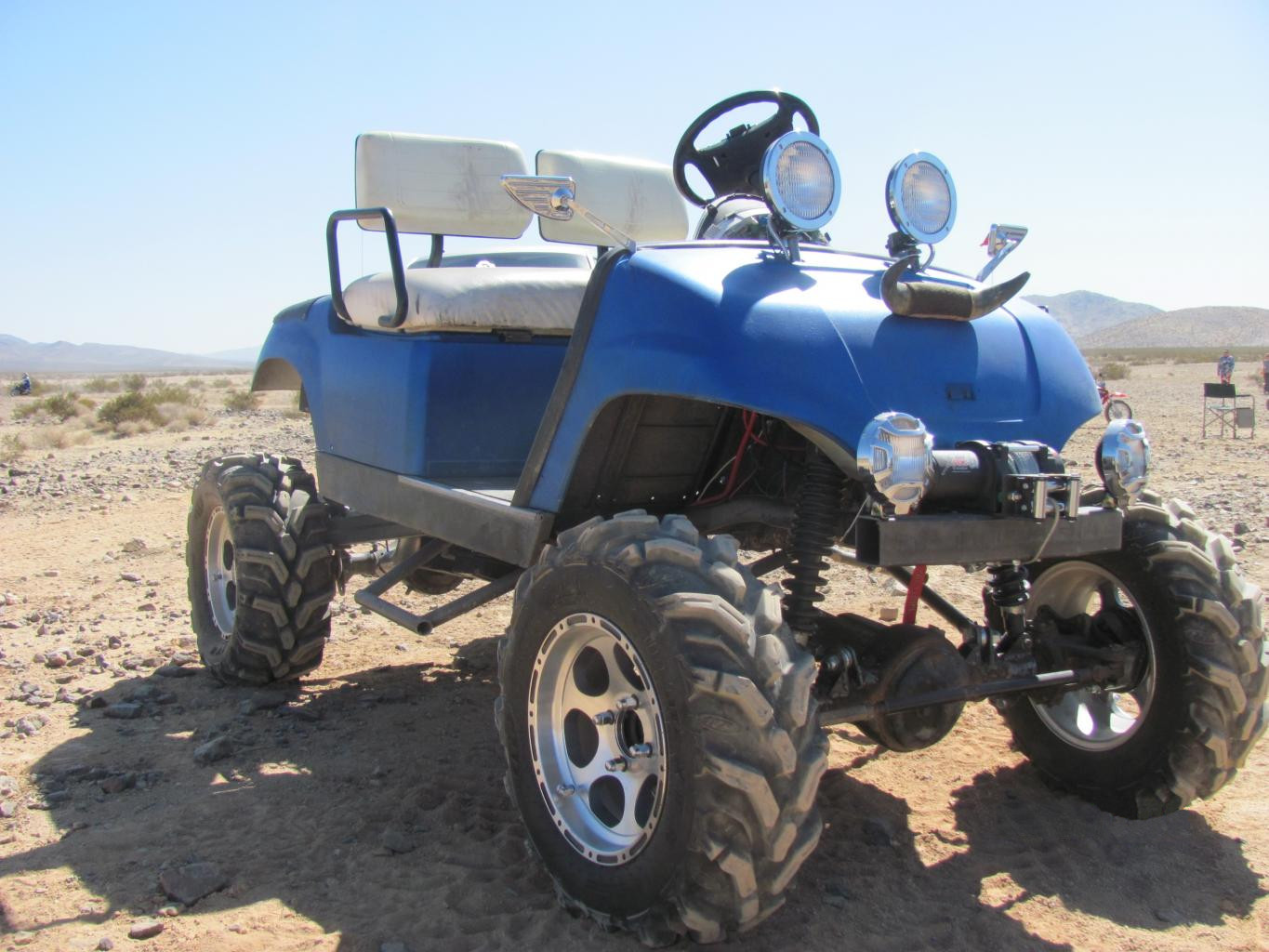
عربة الجولف المخصصة للطرق الوعرة

تقدم العديد من الشركات المصنعة لعربات الجولف نماذج تم تكوينها كمركبات صغيرة متعددة الاستخدامات (UTV)، وهي نوع من عربات الجولف جنبًا إلى جنب. تم تطويره في الأصل لعمليات ملاعب الجولف أو غيرها من وسائل السفر لمسافات قصيرة على الطرق الوعرة. كانت أجهزة UTV هذه متاحة مع أسرّة بيك اب، أو أسِرَّة مسطحة، أو أسرّة على شكل تفريغ، أو صناديق صغيرة، أو مع مبردات وخزائن لبيع المشروبات والوجبات الخفيفة. مع تزايد شعبية السيارة جنبًا إلى جنب والطلب عليها، تقدم العديد من الشركات المصنعة الآن نماذج مجهزة للاستخدام على التضاريس الوعرة والطرق الوعرة.

### مركبات النقل
تقدم العديد من الشركات المصنعة لعربات الجولف نماذج تم تكوينها كمركبات نقل، دون توفير إمكانية حمل حقائب الجولف. غالبًا ما تُستخدم هذه المركبات في الطرق الوعرة منخفضة السرعة مثل حرم المدارس أو عقارات المنتجعات أو داخل محطات المطارات. يمكن أن تتراوح أنواع النقل هذه من التحويل البسيط لعربة الجولف التقليدية، واستبدال حامل حقيبة الجولف بمقعد ثانٍ خلفي، إلى عربة ممتدة توفر صفوفًا إضافية من المقاعد تتسع لـ 4 أو 6 أو 8 أشخاص.

### عربات الجولف التي تعمل بالطاقة الشمسية

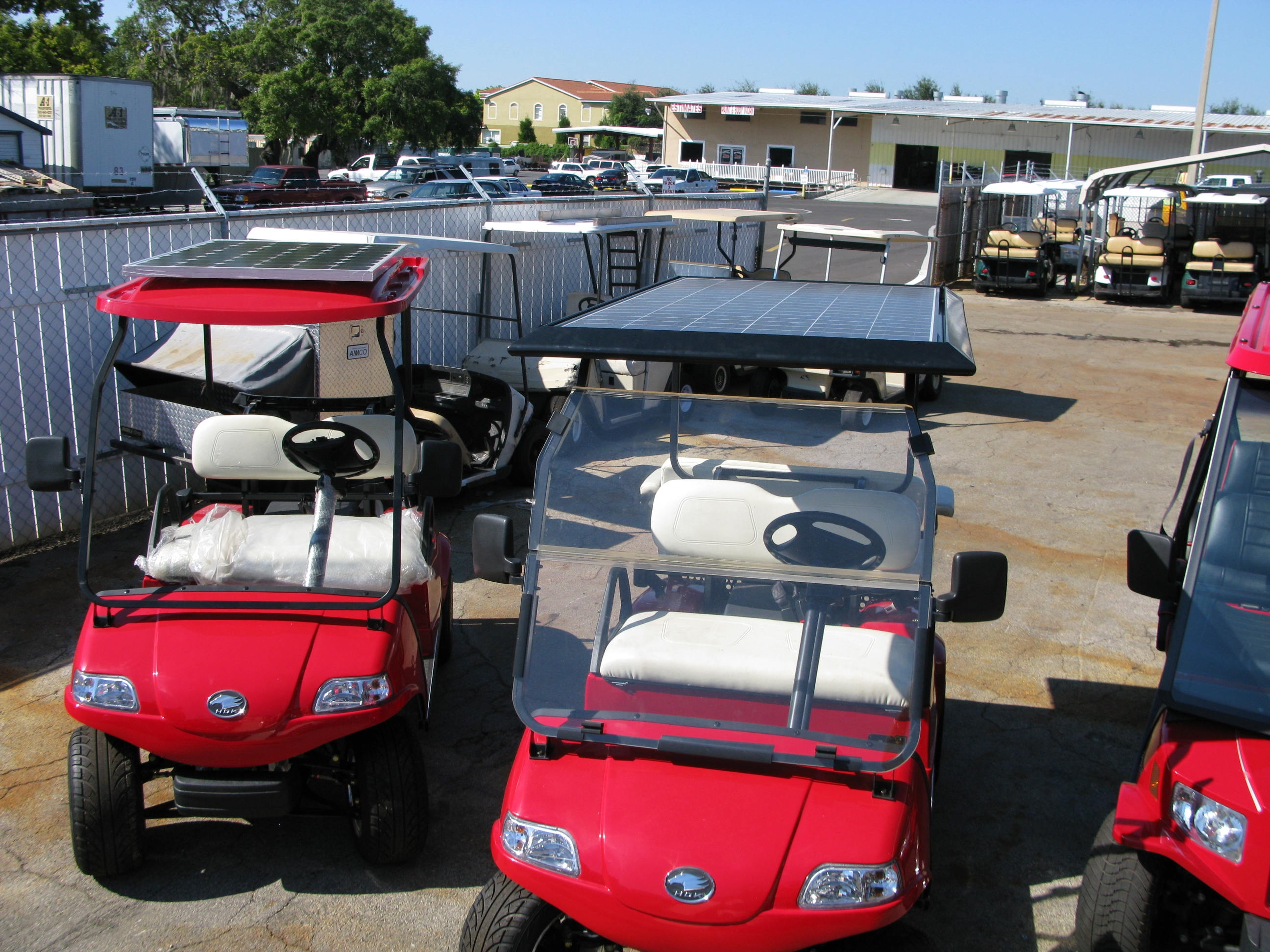
شواحن هيليوس 130 واط و 205 واط لشحن عربات الجولف بالطاقة الشمسية

يتم تشغيل عربات الجولف الشمسية عن طريق تركيب لوحة كهروضوئية أعلى العربة. تقوم وحدة التحكم بتحويل طاقة الشمس لشحن بطارية العربة. لا تعمل الطاقة الشمسية على إخراج العربة من الشبكة الكهربائية فحسب، بل إنها تزيد أيضًا من مسافة القيادة.
كانت مجموعات تحويل الطاقة الشمسية متاحة لعربات الجولف والمركبات منخفضة السرعة (LSV) لعدة سنوات.  تتراوح هذه المجموعات من شواحن البطاريات الشمسية منخفضة القوة الكهربائية إلى مجموعة 410 واط على عربة نقل تتسع لـ 8 ركاب. غالبًا ما يتم تفضيل المجموعات التي تستخدم الألواح الشمسية المرنة في عربات الجولف نظرًا لوزنها الخفيف وقدرتها على التوافق مع شكل سقف العربة. يمكن للمشترين الحصول على ائتمان ضريبي للطاقة الشمسية بنسبة 30% من سعر الشراء على ضريبة الدخل الفيدرالية الأمريكية. 
تحظى عربات الجولف التي تعمل بالطاقة الشمسية بشعبية لدى أصحابها الذين يقودون لمسافات طويلة، مثل عمال الصيانة، وأساطيل ملاعب الجولف، العاملين في حديقة حيوان ديترويت،  مركبات النقل في المنتجعات والمدن،  وسائقي عربات كبار الشخصيات في الحرم الجامعي.  استخدمتها المدارس الثانوية كأدوات تعليمية للطاقة الشمسية. 

## أمان
إلى جانب ارتفاع وتيرة حوادث عربات الغولف، زاد عدد الإصابات المرتبطة بعربات الغولف بشكل ملحوظ خلال العقود الماضية. وجدت دراسة أجراها باحثون في مركز أبحاث وسياسات الإصابات التابع لمعهد الأبحاث في مستشفى الأطفال الوطني الأمريكي، أن عدد الإصابات المرتبطة بعربات الجولف ارتفع بنسبة 132% خلال فترة الدراسة التي استمرت 17 عامًا. وفقا للدراسة، التي نشرت في يوليو 2008 من المجلة الأمريكية للطب الوقائي، كان هناك ما يقدر بنحو 148000 إصابة مرتبطة بعربات الجولف بين عامي 1990 و 2006، تتراوح من ما يقدر بـ 5770 حالة في عام 1990 إلى حوالي 13411 حالة في عام 2006. أكثر من 30% من الإصابات المرتبطة بعربات الجولف شملت أطفالًا تقل أعمارهم عن 16 عامًا. 
كان أكثر أنواع الإصابات شيوعًا هو تلف الأنسجة الرخوة، وعادة ما يكون مجرد كدمات، تليها الكسور، وتشكل 22.3٪ من الإصابات، والتمزقات، وتمثل 15.5٪ من الإصابات.  تشمل الأنواع الأخرى من الإصابات الارتجاجات أو الإصابات الداخلية أو ورم دموي تحت الجافية أو إصابة الحبل الشوكي أو إصابة الجهاز التنفسي الحادة. على الرغم من ندرتها، إلا أن بعض الحالات كانت لها نتائج خطيرة: تم توثيق 4 حالات وفاة، و2 مصاب بالشلل النصفي، و1 إصابة بالشلل الرباعي. 
تشمل بعض الأسباب الرئيسية للإصابة المرتبطة بحوادث عربات الجولف انقلاب العربة، أو السقوط/القفز من عربة جولف متحركة، أو الاصطدام بمركبة أخرى أو جسم ثابت، أو الاصطدام/الدهس بعربة، أو الدخول أو الخروج من عربة جولف. ومن بين كل هذه الأسباب، كان "السقوط أو القفز من عربة الجولف" هو السبب الأكثر شيوعًا للإصابة لكل من البالغين والأطفال. 
أحد الأسباب المساهمة في ذلك هو أن ميزات السلامة الحالية لعربة الجولف غير كافية لمنع سقوط الركاب أو طردهم.  تتحرك عربات الجولف بسرعات منخفضة تصل إلى 18 كم/س يمكن أن يخرج الراكب بسهولة أثناء الانعطاف. علاوة على ذلك، ترتبط مقاعد عربة الجولف الخلفية بمعدلات عالية لطرد الركاب أثناء التسارع السريع، ومعظم عربات الجولف القياسية (المخزونة) لا تحتوي على فرامل على جميع العجلات الأربع (عادةً ما تكون الفرامل على العجلات الخلفية فقط، مما يحد بشكل كبير من قدرتها على الحركة).  
إن قيادة عربات الجولف على مسارات ترابية وعرة، على طول المنحدرات، أسفل الممرات الصخرية التي يجب اجتيازها فقط باستخدام مركبات الدفع الرباعي، يمكن أن تؤدي جميعها إلى وقوع إصابات.